# Assane Diao
Assane Diao Diaoune (Ndongane, Senegal, 7 de septiembre de 2005) es un futbolista hispano-senegalés que juega de delantero en el Como 1907 de la Serie A de Italia. Su hermano Ousseynoub y su primo Sidya Fall son también futbolistas.

## Trayectoria

### Inicios
Nacido en Senegal, llegó en 2008 con tres años a Badajoz, donde residía su padre desde 1997. Empezó a jugar en las categorías inferiores del C. D. Badajoz y posteriormente en las del C. P. Flecha Negra de esta misma localidad. De ahí pasó al Balón de Cádiz C. F.

### Real Betis
En 2021 se incorporó a los juveniles del Real Betis. Con el equipo verdiblanco fue finalista de la Copa de Campeones de juveniles en la temporada 2022-23. Ese mismo año jugó con el Betis Deportivo en la Segunda Federación con el que disputó veinte partidos y anotó cuatro goles.
En julio de 2023 prolongó su vinculación con el club bético hasta 2027. Debutó con el primer equipo del Real Betis el 21 de septiembre de 2023 en Glasgow ante el Rangers F. C. en la Liga Europa de la UEFA.
Debutó en Primera División el 28 de septiembre de 2023 en el partido que enfrentó al Real Betis con el Granada C. F. en el Nuevo Estadio de los Cármenes, de la séptima jornada del campeonato y en el que se estrenó como goleador en la categoría.

### Como 1907
En enero de 2025 fichó por el Como 1907 hasta la temporada 2028-29 por 11,5 millones de euros. Se convirtió así en el fichaje más caro de la historia del club italiano.

## Selección nacional
Jugó en la selección española sub-18 y sub-19. Con esta última disputó el Europeo Sub-19 de Malta 2023, en la que España alcanzó las semifinales.
En octubre de 2023 fue convocado por primera vez para la selección española sub-21 y debutó contra Uzbekistán el 13 de octubre de ese mismo año.
El 13 de marzo de 2025 fue convocado por primera vez con la selección absoluta de Senegal para los partidos de clasificación para el Mundial de 2026, y debutó el día 22 ante Sudán.

## Estadísticas

### Clubes
Actualizado al último partido disputado el 7 de diciembre de 2024.
| Club                         | Div.          | Temporada     | Liga  | Liga  | Liga   | Copas nacionales | Copas nacionales | Copas nacionales | Copas internacionales | Copas internacionales | Copas internacionales | Total | Total | Total  |
| Club                         | Div.          | Temporada     | Part. | Goles | Asist. | Part.            | Goles            | Asist.           | Part.                 | Goles                 | Asist.                | Part. | Goles | Asist. |
| ---------------------------- | ------------- | ------------- | ----- | ----- | ------ | ---------------- | ---------------- | ---------------- | --------------------- | --------------------- | --------------------- | ----- | ----- | ------ |
| Betis Deportivo · España     | 2.ª F         | 2022-23       | 20    | 4     | 2      | ―                | ―                | ―                | ―                     | ―                     | ―                     | 20    | 4     | 2      |
| Betis Deportivo · España     | 2.ª F         | 2023-24       | 5     | 2     | 0      | ―                | ―                | ―                | ―                     | ―                     | ―                     | 5     | 2     | 0      |
| Betis Deportivo · España     | Total club    | Total club    | 25    | 6     | 2      | 0                | 0                | 0                | 0                     | 0                     | 0                     | 25    | 6     | 2      |
| Real Betis Balompié · España | 1.ª           | 2023-24       | 18    | 2     | 0      | 3                | 1                | 0                | 7                     | 1                     | 0                     | 28    | 4     | 0      |
| Real Betis Balompié · España | 1.ª           | 2024-25       | 8     | 1     | 2      | 1                | 1                | 0                | 4                     | 0                     | 1                     | 13    | 2     | 3      |
| Real Betis Balompié · España | Total club    | Total club    | 26    | 3     | 2      | 4                | 2                | 0                | 11                    | 1                     | 1                     | 41    | 6     | 3      |
| Como 1907 · Italia           | 1ª            | 2024-25       | 15    | 8     | 1      | —                | —                | —                | —                     | —                     | —                     | 15    | 8     | 1      |
| Como 1907 · Italia           | Total club    | Total club    | 15    | 8     | 1      | 0                | 0                | 0                | 0                     | 0                     | 0                     | 15    | 8     | 1      |
| Total carrera                | Total carrera | Total carrera | 66    | 18    | 5      | 4                | 2                | 0                | 11                    | 1                     | 1                     | 81    | 20    | 6      |

## Títulos

### Títulos internacionales
| Título          | Equipo | Sede              | Año  |
| --------------- | ------ | ----------------- | ---- |
| Eurocopa sub-19 | España | Irlanda del Norte | 2024 |